# Герб Аліжо
Ге́рб Аліжо́ — офіційний символ містечка Аліжо, Португалія. Використовується як територіальний герб. У чорному щиті вміщено золотий щит, на якому зображено каштанове дерево з чорним стовбуром і зеленою кроною. Обабіч дерева стоять дві червоні башти. По краю чорного щита розміщено вісім золотих каштанів. Щит увінчує срібна мурована містечкова корона з чотирма вежами.  Під щитом біла стрічка, на якій великими літерами напис португальською: «vila de Alijó» (містечко Аліжо).  Офіційно затверджений 6 серпня 1932 року.  

## Галерея

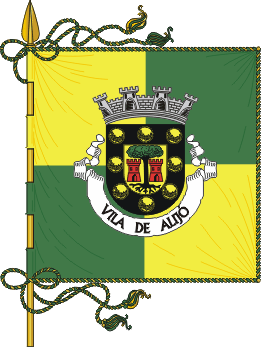
Прапор